# 김용배 (1923년)
김용배(金容培, 1923년 4월 21일 ~ 2006년 3월 13일)는 대한민국의 군인으로 제17대 육군참모총장이며 예비역 대한민국 육군 대장이다.

## 생애
1923년 4월 21일 경성부에서 출생하였다. 1944년 경성법학전문학교를 졸업하고 일본군 학병으로 입대해 일본군 소위로 복무하다가 해방을 맞이하였다. 1946년 군사영어학교 졸업하고 임관했다.
육군참모총장 재임 시기에 그는 월남전에 대한민국 국군 파월 전투부대였던 맹호, 백마부대를 파월하여 대한민국의 국위를 전세계에 과시하였고, 한국군 최초의 나이키 허큘레스 대대 및 지원대를 창설하여 대공 방어능력을 향상시켰으며, 부족되는 장교를 보충하기 위하여 단기 간부 후보생 제도를 신설 우수장교를 확보하고, 야전군의 훈련평가를 위해 멸공기동 훈련을 실시하여 전투 태세 완벽에 크게 기여하였다. 기업인으로 대한중석의 사장을 역임하기도 하였다.

## 학력
- 대한민국 군사영어학교 1기(1946년)
- 대한민국 조선경비보병학교 졸업(1947년)
- 대한민국 통위부 보병학교 졸업(1948년)
- 대한민국 육군보병학교 졸업(1949년)
- 미국 육군참모대학교 졸업(1954년)
- 미국 육군지휘참모대학교 졸업(1956년)
- 대한민국 국방대학교 행정학사 3기(1958년)